# Dirner Tóbiás
Dirner Tóbiás (Igló, 1676. december 6. – Eger, 1730. december 22.) jezsuita rendi pap, tanár, apostoli gyóntató.

## Élete
Szepesi csipszer család szülöttje volt. A gyöngyösi jezusitáknál tanulta a magyar nyelvet. 1694-ben Bécsben lépett a rendbe. A filológiát Kassán tanulta, a teológiát a Nagyszombati Egyetemen kezdte hallgatni és a bécsi Pázmány-intézetben folytatta. 1708-ban szentelték pappá Bécsben. Hazájába visszatérvén, 1709-től Kolozsvárt magyar-német hitszónok volt, a bölcseletet tanította; 1715-ben a székelyudvarhelyi rendház főnöke lett, 1716-től ismét Kolozsvárott működött. 1717 és 1721 között Rómában öt évig volt a szent Péter templomának poenitentiáriusa. Azután Budán a morális teologiát tanította és a nemes ifjak intézetének igazgatója volt. 1727-től Gyöngyösön, 1729-től Egerben volt a rendház főnöke és iskolaigazgató.

## Munkái
- Secundior sapientia illustribus tum sacrarum tum politicarum virtutum exemplis illustrata. Claudiopoli, 1714.